# Château de Paternò
Le château normand (Castello Normanno en italien) est un château d’Italie méridionale situé à Paternò, dans la région de Catane en Sicile qui date de la seconde moitié du XIe siècle. À l’instar du castel del Monte, c’est l’un des châteaux les mieux conservés d’Italie.

## Histoire
Comme de nombreuses forteresses du Mezzogiorno, cette forteresse (Castrum Paternonis ou Turris Paternonis en latin) élevée au rang de symbole de sa ville, est d’origine normande. Elle faisait en effet partie du château érigé en l’an 1072 par le premier comte normand de Sicile, Roger de Hauteville, frère cadet du plus fameux des Normands d’Italie, Robert Guiscard, pour garantir la protection de la vallée du Simeto des incursions musulmanes, l’érection de ce fort ayant lieu en pleine conquête normande de la Sicile musulmane (1061-1091). Ce château revint à Flandrine, fille de Roger Ier et épouse de l’aleramide Henri de Lombardie (it). Autour du château, le petit bourg se développe rapidement en une ville peuplée par les nombreux aventuriers à la suite des Normands conquérants, mercenaires lombards venus du nord de l’Italie et fermiers originaires d’Italie septentrionale (notamment du Piémont) attirés par les privilèges qui leur étaient accordés. Le centre original du manoir fut bientôt agrandi et des fonctions militaires primordiales il fut utilisé à un usage civil, devenant le siège seigneurial du comté de Paternò qu’Henri VI de Souabe affecta en 1195 au noble d’origine normande Bartolomeo de Luci, parent du souverain souabe. Dans les années suivantes le château hébergea nombre de souverains et de souveraines, dont l’empereur germanique et roi de Sicile Frédéric II de Souabe, qui y séjourna en 1221 et 1223, la reine Éléonore d'Anjou et la reine Blanche de Navarre, qui y établit sa résidence au XVe siècle. Par le biais de cessions, la possession du château de Paternò revint à Galvano Lancia. En fait, celui-ci et les territoires qui lui étaient soumis, furent inclus dans le soi-disant Chambre Reginale constituée par Frédéric II de Sicile comme cadeau de noces à son épouse Éléonore d’Anjou, à la suite de quoi il fut hérité par les reines qui se succédèrent, jusqu’à son abolition. Après 1431, il fut la propriété de la famille Speciale et, à partir de 1456 jusqu’à la fin de la féodalité, il appartint à la famille du vice-roi de Moncada. Le XVIIIe siècle, au cours duquel il fut utilisé comme prison, vit débuter un processus de dégradation et d’abandon jusqu’à la fin du XIXe siècle, où différentes campagnes de restauration lui ont rendu sa majesté antique.

## Description
De forme rectangulaire sur trois niveaux, le bâtiment mesure 30 m de hauteur, pour 24 m de longueur et 18 mètres de largeur. À l’époque souabe, le manoir a été couronné par une crénelure gibeline (comme on peut le voir dans le dessin au XVIIe siècle de la vue de Paternò) dont il ne reste à l’heure actuelle que des pans. L’effet de contraste bichromatique créé par la couleur sombre des murs et le cadre des ouvertures en calcaire blanc est particulièrement intéressant et agréable.
Au rez-de-chaussée, on trouve une série de pièces de service et de la chapelle de S. Giovanni décorée avec des fresques du XIIIe siècle. Au premier étage, le grand salon d’armes est éclairé par une série de fenêtres. Le dernier étage comporte quatre grandes chambres un temps destinées au logement du roi dégagées d’une salle de la taille de la salle sous-jacente et transversale par rapport à elle, fermée sur deux côtés par deux grandes fenêtres gothiques, avec vue sur la Simeto et vers l’Etna.